# دان رينسترا
دان رينسترا (بالهولندية: Daan Rienstra) هو لاعب كرة قدم هولندي في مركز الوسط، ولد في 6 أكتوبر 1992 في آلكمار ‏ في هولندا. لعب مع آر كي سي فالفيك وهيراكليس ألميلو.

## وصلات خارجية
- دان رينسترا على موقع قاعدة بيانات كرة القدم.إي يو (الإنجليزية)
- دان رينسترا على موقع Soccerway.com (الإنجليزية)
- دان رينسترا على موقع عالم كرة القدم.نت (الإنجليزية)